# 亚历山大·利夫
亚历山大·利夫 （英語：Alexander Leaf, 1920年4月10日—2012年12月24日）是一位美国医学家和研究科学家，在饮食锻炼与心脏病预防的联系上有重大贡献。他还在研究漫长炎热的夏季和传染性疾病，例如疟疾在未感染地区的爆发之间的关系。

## 生平
1920年出生在日本横滨，家人因为十月革命逃难至此，1922年到达西雅图之后，家族姓氏也被更改。1940年毕业于华盛顿大学化学专业， 1943年毕业于密歇根大学医学硕士，1944年至1946年在麻省总医院实习和研究。
他在研究钠和钾如何穿过细胞壁之后，对心脏病的起因研究做出重大贡献。
1966年至1981年担任麻省总医院医学服务首长，1961年成为社会责任医学家组织创始会员，反对核武器扩散。1966年被选为美国文理科学院院士，1972年成为首位以实践医学家身份当选的美国国家科学院院士。